# Ateuchus viduum
Ateuchus viduum là một loài bọ cánh cứng trong họ Bọ hung (Scarabaeidae).